# Comuna Ribnik, Karlovac
Ribnik este o comună în cantonul Karlovac, Croația, având o populație de 475 de locuitori (2011).

## Demografie
Componența etnică a comunei Ribnik
     Croați (98,74%)
     Sloveni (1,05%)
     Necunoscut (0%)
     Neclasificat (0%)
Componența confesională a comunei Ribnik
     Catolici (97,89%)
     Necunoscută (0,63%)
     Alte religii (1,47%)
Conform recensământului din 2011, comuna Ribnik avea 475 de locuitori. Din punct de vedere etnic, majoritatea locuitorilor (98,74%) erau croați, cu o minoritate de sloveni (1,05%). Din punct de vedere confesional, majoritatea locuitorilor (97,89%) erau catolici. Pentru 0,63% din locuitori nu este cunoscută apartenența confesională.